# Roman Konoplev
Roman Konoplev (ryska: Рома́н Евге́ньевич Коноплёв, Roman Evgenjevitj Konopljov), född 4 september 1973, är en rysk och journalist, författare och politiker.
Roman Konoplev föddes i staden Potjep men växte upp i den moldaviska staden Dnestrovsc och flyttade sedan till Ryssland. 
Från 1993 bodde han i Moskva, där han tillhörde oppositionen. Under den ryska konstitutionella krisen 1993 tog Konoplev dumans parti mot Jeltsin. Hans första roman "Evangelie ot ekstremista" publicerades 2005.  
I början av 2005 flyttade han till Transnistrien, där han arbetade som redaktör i tidningen Ruskij Proriv, chef för nyhetsbyrån Lenta PMR och DNIESTER.
År 2013 tvingades han emigrera till Portugal.